# Valentino Gerratana
Valentino Gerratana   (Scicli, 14 de febrer de 1916 - Roma, 16 de juny de 2000) fou un filòsof italià.

## Biografia
Va estudiar a Modica, Salern i Roma. En aquesta darrera ciutat va ser ajudant a la càtedra de Filosofia del Dret ocupada per Giorgio Del Vecchio. Entre 1938 i 1942 publicà els seus primers escrits acadèmics a la Rivista internazionale di filosofia politica e sociale i al Bolletino dell'Istituto di filosofia del diritto de la Universitat de Roma.
Va participar en la Resistència italiana antifeixista a Roma essent molt jove, a les files del Gruppi di Azione Patriottica, unint-se a Carlo Salinari i Giaime Pintor. Després de la caiguda del feixisme va participar en la reconstrucció del Partit Comunista Italià a Roma i es va llicenciar en Dret a la universitat de la capital. Col·laborador de nombroses revistes polítiques i teòriques (Rinascita, Società, Il Contemporaneo, Crítica marxista, Il Calendario del Popolo), esdevingué redactor en cap de l'Unità i entrà en contacte amb els intel·lectuals associats amb l'editorial Giulio Einaudi Editore. Professor a la Universitat de Salern des de finals dels anys 1960, després es va traslladar a la Universitat de Siena, per a tornar a la Facultat de Lletres de la Universitat de Salern el 1976.
Va ser un erudit sobri i rigorós del marxisme, va editar l'edició crítica dels escrits polítics d'Antonio Labriola, però és recordat sobretot per la seva innovadora edició crítica dels Quaderni del carcere d'Antonio Gramsci. La seva edició, amb una reconstrucció cronològica precisa, va decantar definitivament l'edició temàtica editada per Palmiro Togliatti i Felice Platone i publicada per Einaudi entre 1948 i 1951. L'obra de Gerratana va contribuir a destacar l'estil «fragmentari i antidogmàtic» de Gramsci. Va estar entre els promotors de la International Gramsci Society i entre els fundadors i primer president de la International Gramsci Society Italy, que des del 2003 ha mantingut un guardó a la seva memòria.

## Obres principals
- L'eresia di Jean-Jacques Rousseau, Roma, Editori Riuniti, 1968
- Ricerche di storia del marxismo, Roma, Editori Riuniti, 1972
- Antonio Labriola di fronte al socialismo giuridico, Milano, Giuffrè editore, 1975
- Gramsci. Problemi di metodo, Roma, Editori Riuniti, 1997